# Rue de la Mission-Marchand
Ne doit pas être confondu avec Rue du Commandant-Marchand.
La rue de la Mission-Marchand est une voie du 16e arrondissement de Paris, en France.

## Situation et accès

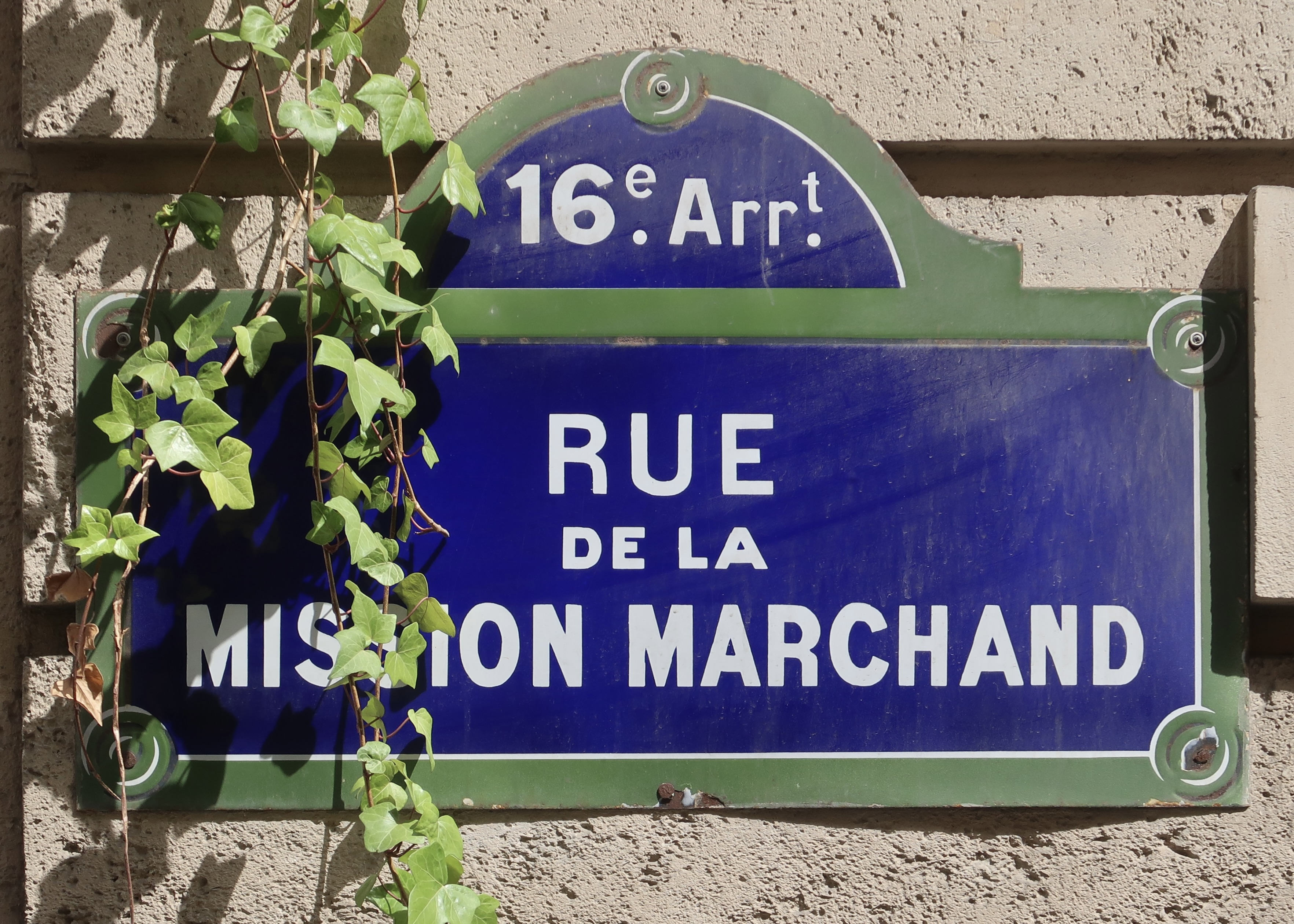
Plaque et lierre.

La rue de la Mission-Marchand est une voie publique située dans le 16e arrondissement de Paris. Elle débute au 28, rue Pierre-Guérin et se termine au 25, rue de la Source.
Le quartier est desservi par les lignes 9 et 10 à la station Michel-Ange - Auteuil, par la seule ligne 9 à la station Jasmin.

## Origine du nom

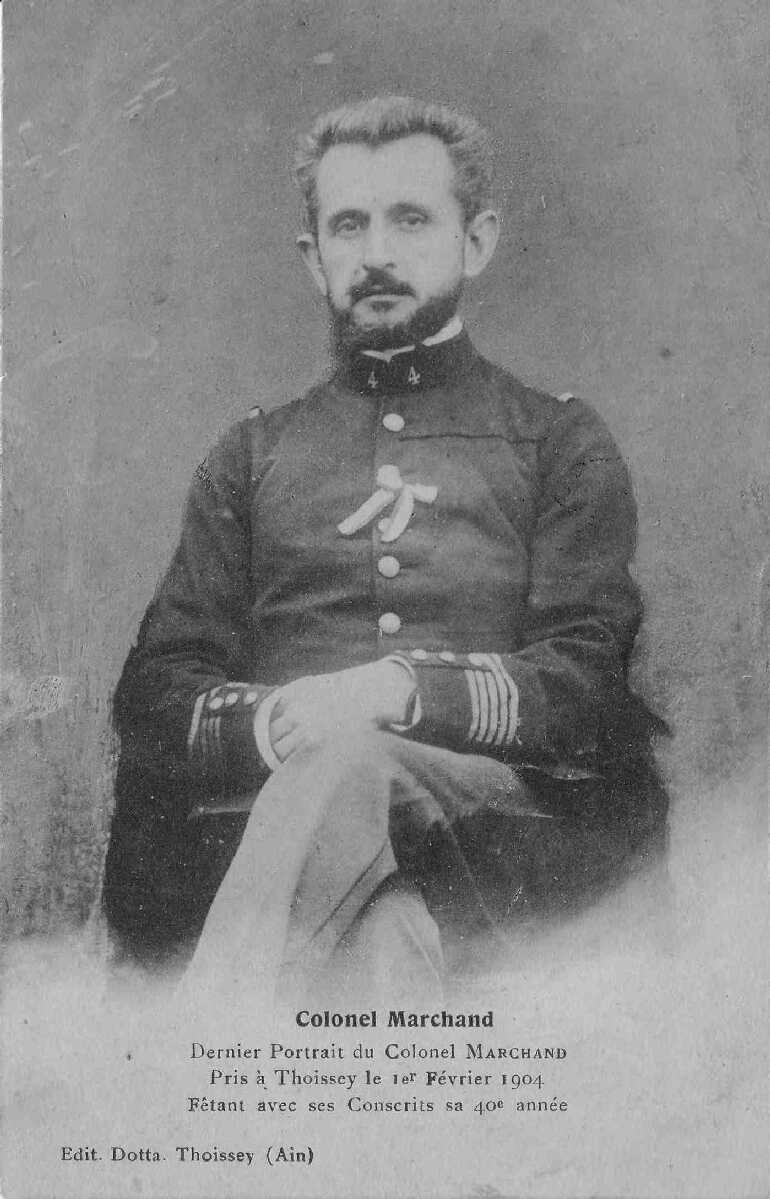
Jean-Baptiste Marchand.

Cette rue honore le souvenir de la traversée de l'Afrique effectuée par le commandant Marchand, qui avait conquis la ville de Fachoda (Soudan) en 1898. Un monument à la mémoire de ce militaire a également été érigé dans le bois de Vincennes près de la porte Dorée (12e arrondissement de Paris).

## Historique
Cette voie est ouverte en 1900 et prend sa dénomination actuelle par un arrêté du 3 janvier 1901.

## Bâtiments remarquables et lieux de mémoire

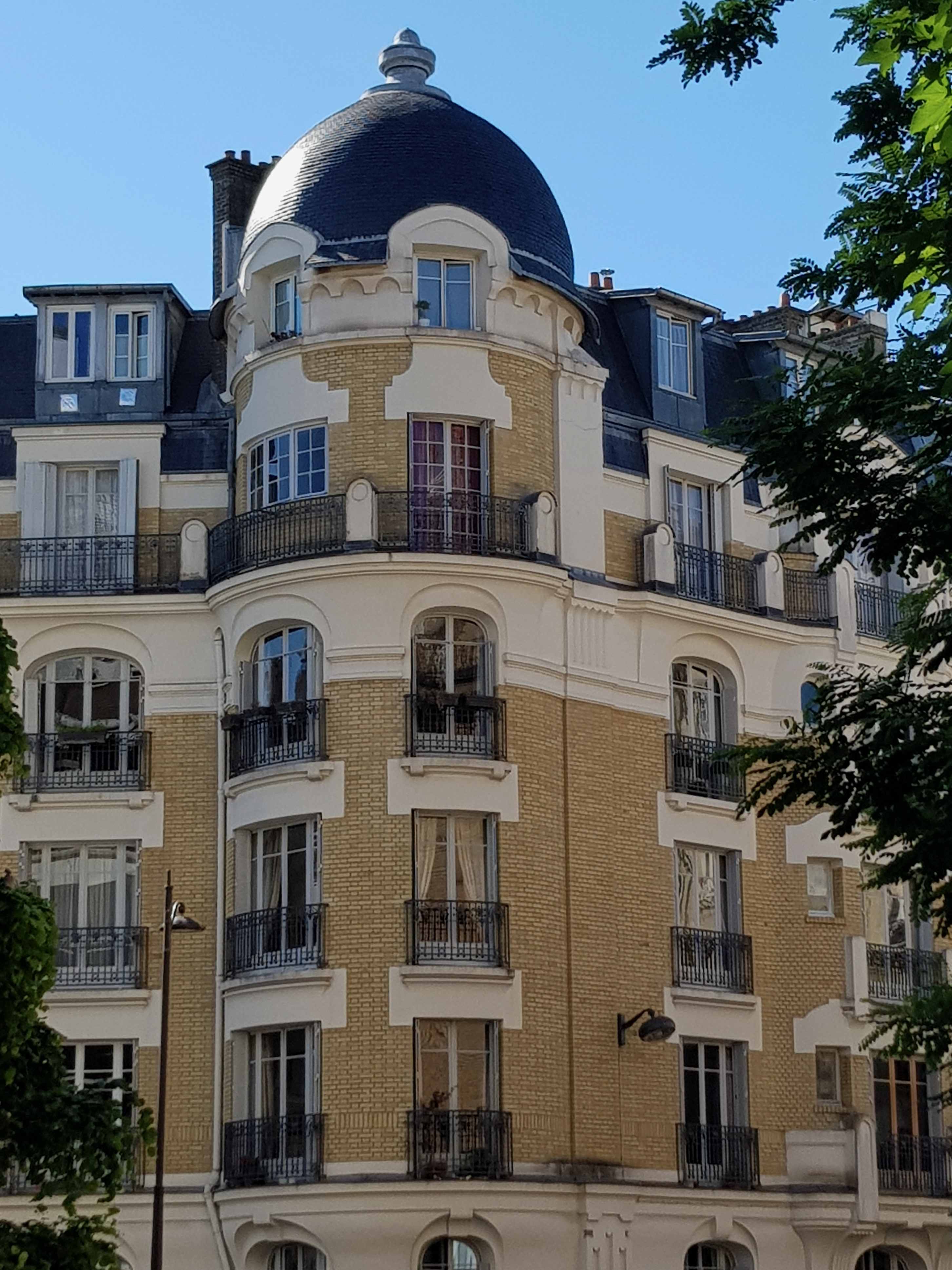
No 8.

- No 8 (angle rue de la Source) : immeuble de 1925 dû aux architectes Jean Boucher et Paul Delaplanche (immeuble signé en façade).